# Climat des Landes
Le département français des Landes présente un climat de type océanique, l'océan Atlantique régule le climat de ce vaste département.

## Présentation

### Saisons
Les hivers pluvieux peuvent générer des crues. Parfois, de grosses chutes de neige surviennent à l'est du département (40 cm en janvier 2007 dans le Gabardan). Les printemps sont très pluvieux et frais ; les étés chauds et orageux alternent fortes chaleurs et violents orages, avec grandes chutes d'eau, de grêle, et baisses spectaculaires des températures ; les automnes sont souvent estivaux, parfois pluvieux ; froid possible dès novembre avec de très fortes gelées observées par temps clair (−23 °C à Mont-de-Marsan en janvier 1985). De manière récurrente, de fortes tempêtes hivernales venues de l'Atlantique provoquent d'importants dégâts dans la forêt des Landes : 
- novembre 1976, avec des vents de 144 km/h,
- décembre 1999, avec des rafales de 160 km/h,
- 24 janvier 2009 et la tempête Klaus avec des vents à 190 km/h et des millions d'arbres couchés, et une estimation de 60 % du massif forestier des Landes ravagé (soit 600 000 ha).

### Températures
La moyenne des températures mensuelles oscille, à l'intérieur des terres, autour de 6 °C en janvier et de 21 °C en juillet (amplitude annuelle modérée de 15 °C). Parmi les températures extrémales enregistrées dans le département, on trouve : −21,7 °C le 8 janvier 1985 (à Aire-sur-l'Adour), 39,8 °C sous abri, à l'ombre le 8 juillet 1982[réf. nécessaire], 42,5 °C à Mont-de-Marsan le 1er août 1947 ou 43 °C à Léon le 30 juin 1968.

### Précipitations
Il tombe de 700 mm à l'est du département à près de 1 300 mm sur la côte sud-ouest des Landes.
Les étés sont généralement chauds. Malgré un régime pluvieux, cinq hivers successifs sont restés secs de 1988-1989 à 1992-1993 (pratiquement pas de précipitations entre le 9 décembre 1992 et le 31 mars 1993) ; du 1er mai 2001 au 31 janvier 2002, il n'est tombé que 48 % de la normale.